# Mondial
A Mondial é uma marca brasileira de eletrodomésticos portáteis, fundada no ano de 1999 pelo empresário Giovanni Marins Cardoso. Sua maior planta, na cidade baiana de Conceição do Jacuípe, possui 241 000 m2 e emprega 2 200 funcionários.

## História
Quando da sua fundação em 1999, iniciou suas atividades com uma unidade industrial em Sorocaba (SP). Em 2002 transferiu sua fábrica para Camaçari (BA) onde teria a possibilidade de expandir, ainda mais, o seu portfólio e conquistou, no mesmo ano, a certificação NBR ISO 9000:2000, hoje na versão NBR ISO 9001:2015, que reconhece a qualidade dos procedimentos seguidos pela empresa, diante das normas instituídas pelo Inmetro.
Em 2006, inaugurou o Complexo Industrial de Conceição do Jacuípe, na Bahia, para onde transferiu sua linha de produção. Visando sempre o contínuo crescimento, em 2014, iniciou as operações do Complexo Industrial II, localizado em Manaus (AM), que possui total infraestrutura para a fabricação da linha de eletrônicos e engenharia reversa de produtos.
Além dos Complexos Industriais da Bahia e Manaus, com 91 mil m² e 5 mil m² de área construída respectivamente, os 22 mil m² de área total do centro logístico, instalado em Araçariguama (SP), facilitam o processo de distribuição dos produtos nas mais diversas redes varejistas e e-commerces. Já a concepção de novos produtos e aperfeiçoamento de itens de catálogo da empresa são feitos em quatro centros de desenvolvimento, localizados em Guangzhou e Ningbo (China), Alphaville (SP), onde está localizado o escritório central, e em Conceição do Jacuípe (BA). Em todas as suas unidades, a empresa emprega 3,2 mil funcionários diretos e mais de 8 mil indiretos. 

## Produtos
Com um portfólio completo, os produtos Mondial são desenvolvidos com base em pesquisas realizadas com consumidores de todas as regiões do Brasil e do mundo. São dezenas de profissionais altamente capacitados que desenvolvem e testam produtos, trazendo ao mercado inovação, design moderno e a melhor relação custo-benefício, para que o consumidor faça sempre uma escolha inteligente.
Linhas:
- Portáteis: liquidificadores, batedeiras, cafeteiras, aquecedores, aspiradores de pó, ferros de passar roupas, Chaleiras, Espremedores de Frutas, Extratores de Suco, Mixers, Multifatiador, Passadeira a Vapor, Processador de Alimentos e Umidificadores.
- Cooking: Crepeiras, Cooktops, Coifas, Egg Cookers, Fogões Elétricos, Fornos Elétricos, Fritadeiras Elétricas, Grills, Omeleteiras, Panelas Elétricas (Arroz e Pressão), Pipoqueiras, Sanduicheiras e Torradeiras
- Ventilação: ventiladores de mesa, de piso e de teto e circuladores de ar.
- Cuidados pessoais: Secadores de cabelo, Escovas secadoras, alisadoras e rotativas, pranchas, modeladores de cachos, cortadores de cabelos, barbeadores.
- Eletrônicos: speakers, caixas amplificadas, multi connects, boombox, fones de ouvido, tablets, Soundbar
- Ferramentas: furadeiras, parafusadeiras, ferramentas manuais, plaina, lixadeira, esmerilhadeira, serras tico tico, circular e mármore.

## Pós-vendas
Para auxiliar seus consumidores, a Mondial oferece um completo atendimento de pós-vendas, por meio do canal 0800, e-mail, chat, URA (Unidade de Resposta Audível) e redes sociais. O SAC da empresa funciona durante 70 horas semanais, com central própria e oferecendo atendimento personalizado.
Em 2019 a Mondial foi eleita pelo 4º ano consecutivo como uma das Melhores Empresas em Atendimento ao Consumidor na maior premiação de atendimento ao consumidor do Brasil, o Prêmio ÉPOCA Negócios ReclameAqui, que abrange fabricantes de eletrodomésticos, portáteis e linha branca. Também em 2019, conquistou o Prêmio Profissional de Atendimento, que homenageou os melhores profissionais de atendimento do Brasil, com base na nota de Avaliação Reclame Aqui, na plataforma HugMe.
A empresa também possui completa infraestrutura, com mais de 1,4 mil assistências técnicas autorizadas, estrategicamente localizadas em todo o território nacional, para oferecer atendimento de qualidade a todos os seus consumidores. 

## Certificações
Os produtos da Mondial Eletrodomésticos contam com diferentes certificações que atestam a qualidade dos portáteis que chegam ao lar dos consumidores:
o   ISO 9001 – VERSÃO 2015: Certifica a qualidade da empresa no fornecimento de produtos e serviços de acordo com as necessidades de seus clientes. Além disso, o selo representa o compromisso de todos os colaboradores da empresa com a prática e a melhora contínua do Sistema de Gestão da Qualidade. A certificação garante o controle dos processos, tanto na linha de produção, como em todos os procedimentos administrativos.
o   Certificação SGS ICS – Inmetro: Certifica todos os produtos da empresa, atestando a conformidade com os padrões instituídos pelo Inmetro. O Selo atesta a qualidade e a adequação dos aparelhos aos quesitos de segurança, para que sigam as normas estipuladas pelo órgão e garantam o bem-estar do consumidor.
o   Certificação Bureau Veritas – Inmetro: A certificação, também conhecida como Avaliação da Conformidade, reconhece a qualidade e credibilidade dos produtos nacionais fabricados pela empresa, de acordo com as normas instituídas pelo Inmetro. Todo o processo de avaliação é rigoroso e acompanhado, assim existe a garantia de que o produto atende os padrões exigidos em regulamentos técnicos nacionais e internacionais.